# Stibaera dentilineata
Stibaera dentilineata är en fjärilsart som beskrevs av George Francis Hampson 1926. Stibaera dentilineata ingår i släktet Stibaera och familjen nattflyn. Inga underarter finns listade i Catalogue of Life.